# 伍家崗区
伍家崗区（ごかこう-く）は中華人民共和国湖北省宜昌市に位置する市轄区。

## 行政区画
- 街道:大公橋街道、万寿橋街道、宝塔河街道、伍家崗街道
- 郷:伍家郷